# تشارلز فوسيل
تشارلز فوسيل (بالإنجليزية: Charles Fussell)‏ هو ملحن أمريكي، ولد في 14 فبراير 1938 في وينستون-سالم في الولايات المتحدة.